# Марія Габріела Баварська
Марія Габріела Баварська (нім. Marie Gabriele in Bayern), повне ім'я Марія Габріела Матильда Ізабелла Тереза Антуанетта Софія (нім. Marie Gabriele Mathilde Isabelle Therese Antoinette Sophie), 9 жовтня 1878 — 24 жовтня 1912) — баварська герцогиня з династії Віттельсбахів, донька герцога Баварського Карла Теодора та португальської інфанти Марії Жозе, дружина баварського принца Рупрехта.

## Біографія
Народилась 9 жовтня 1878 року у замку Тегернзеє в королівстві Баварія. Була третьою дитиною та третьою донькою в родині баварського герцога Карла Теодора та його другої дружини Марії Жозе Португальської. Мала старших сестер Софію Адельгейду й Єлизавету та єдинокровну сестру Амалію від першого шлюбу батька. Згодом сімейство поповнилося двома синами: Людвігом Вільгельмом та Францом Йозефом.
Провела дитинство у замках Тегернзеє, Поссенгофену та Мюнхена. Певний час мешкала з батьками в Ментоні на Французькій Рив'єрі, де Карл Теодор відновлював здоров'я та займався медициною. Після навчання в університеті він працював у Ментоні лікарем, а згодом відкрив власні офтальмологічні клініки у Тегернзеє та Мюнхені.
Мала художні здібності, які батько заохочував розвивати.
У 21-річному віці взяла шлюб із 31-річним баварським принцом Баварії Рупрехтом. Наречений був онуком принца-регента Баварії Луїтпольда. Вінчання відбулося 10 липня 1900 в придворній каплиці Всіх Святих у Мюнхенській резиденції. Імператора Вільгельма II на весіллі представляв його син Йоакім. Оселилися молодята у Бамберзі. У них народилося четверо дітей.

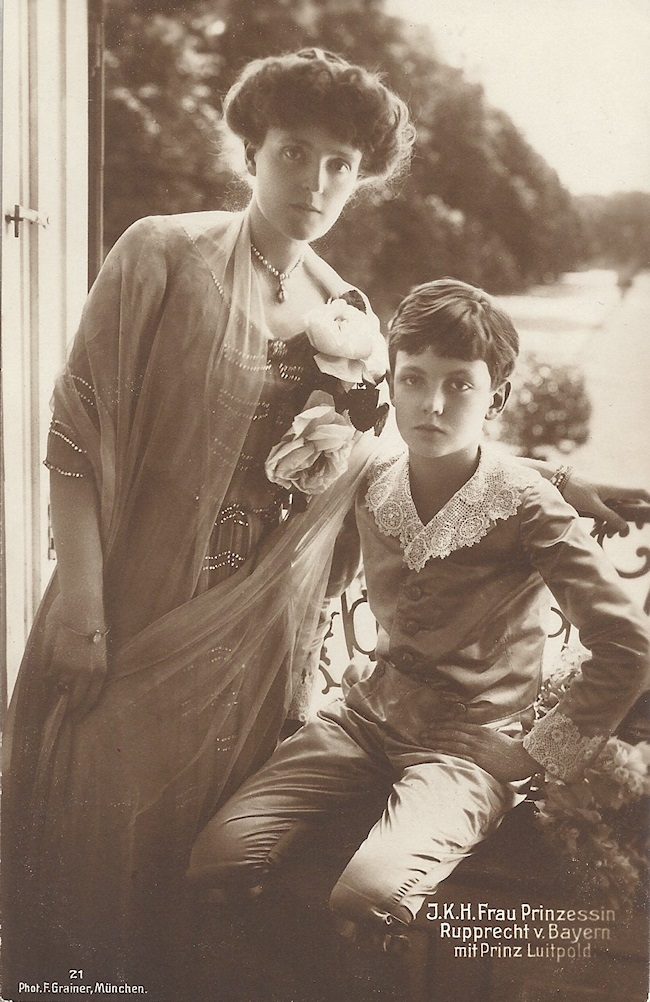
Марія Габріела зі старшим сином, світлина роботи Франца Ґрайнера

Подружжя багато подорожувало. Принцеса, як і її батьки, була великою любителькою науки та природи, а також поезії та музики. Невдовзі після народження доньки, у грудні 1902 року пара відпливла з Генуї до Індії, де зустрічалася з генерал-губернатором Індії Джорджем Керзоном та місцевими раджами. На острові Ява піднялися на три вулкани. Марія Габріела з ентузіамом описувала їхні пригоди в листах додому. Мандрівка подружжя мала науковий характер, пару супроводжував  відомий професор Мюнхенського університету. Згодом вони вирушили до Японії, прибувши до містечка Таку, а у квітні попрямували до Сполучених Штатів. В цей час у Тегернзеє пішла з життя їхня донька. Марія Габріела серйозно захворіла і була прооперована у Мюнхені після повернення у серпні.
У червні 1912 року втратила молодшого сина, а восени пішла з життя у Сорренто від ниркової недостатності. Була похована поруч із дітьми у ніші № 2 крипти Театинеркірхе у Мюнхені.
Наступного року її чоловік став кронпринцом Баварії після вцарювання Людвіга III.

## Родина
Чоловік — Рупрехт Баварський
Діти:
- Луїтпольд (1901—1914) — прожив 13 років, помер від поліомієліту;[7]
- Ірмінгард (1902—1903) — прожила 7 місяців, померла від дифтерії;
- Альбрехт (1905—1996) — титулярний король Баварії у 1955—1996 роках, був двічі одруженим, мав четверо дітей;
- Рудольф (1909—1912) — прожив 3 роки, помер від діабетичного шоку.